# 流氓太保2
《流氓太保2》（英語：Class of Nuke 'Em High 2: Subhumanoid Meltdown）是一部1991年美國科幻恐怖喜劇片，由艾瑞克·盧齊爾和唐納·G·傑克森共同執導，布瑞克·布朗斯基、麗莎·蓋耶和莉莎·羅蘭（Leesa Rowland）主演，特羅馬娛樂製作和發行。本片為1986年《流氓太保》的續集（前集演員均未回歸），以及《流氓太保》系列電影的第二部作品。劇情描述特羅馬市核電廠重建後，內部私密地研究著異種人「亞人類生物」，這讓一名校園記者開始進行追查。
《流氓太保2》1991年4月12日在美國上映，收穫負評居多。續集《流氓太保3》於1994年推出。

## 劇情
特羅馬市核電廠已重建，資助它的努卡瑪瑪公司（Nukamama Corporation）在設計中併入特羅馬市技術研究所（Tromaville Institute of Technology）這所新學院，取代之前毀滅的特羅馬市高中（Tromaville High School）。校園中，女性穿著曝露（理由是儲物箱空間過小），以及四處作亂的惡霸「松鼠幫」（Squirrels）。霍特教授在奧卡拉院長的資助下在廠內進行「亞人類生物」的研究。亞人類是肚臍長著一張嘴、沒有情感的生物，創造並編程後執行瑣碎的任務。當不受女性歡迎的校園記者羅傑·史密斯遇到一個名為維多莉亞的美麗亞人類時，他們墜入了愛河。
但亞人類存在著會突然自我融化的不穩定性，自我融化後球狀異形會從他們的肚子中冒出；這使奧卡拉院長與隱瞞這一切的霍特教授鬧翻。霍特教授和維多莉亞遭為院長效命的松鼠幫頭目「枷鎖」捉住，使羅傑號召了一群學生入侵核電廠中與其士兵和松鼠幫交手。與此同時，郊外一隻松鼠遭放射性箱的輻射影響，變成了巨大的突變松鼠特洛米（Tromie），牠現身襲擊了學校和核電廠。
特洛米的襲擊使學校和核電廠的人們陷入混亂，其中松鼠幫多數已死去。奧卡拉院長遭牢房內的混種生物殺死後，霍特教授趁機逃出。羅傑救出維多莉亞，但後者即將自我融化，羅傑從霍特教授那取得解藥，讓維多莉亞撿回一命。最後，特洛米在一架吊著大橡果的直昇機引誘下遠離了核電廠。

## 演員
- 布瑞克·布朗斯基（英语：Brick Bronsky）飾演羅傑·史密斯（Roger Smith）
- 麗莎·蓋耶（英语：Lisa Gaye (actress, born 1960)）飾演梅爾維娜·霍特教授（Professor Melvina Holt）
- 莉莎·羅蘭（Leesa Rowland）飾演維多莉亞（Victoria）
- 麥可·庫茲（Michael Kurtz）飾演枷鎖（Yoke）
- 史考特·雷斯尼克（Scott Resnick）飾演奧卡拉院長（Dean Okra）

片中短暫登場的毒魔復仇者由湯瑪士·派瑞（Thomas Perry）飾演。麥可·赫茲和勞埃德·考夫曼聲演直昇機飛行員（未掛名）。

## 發行
《流氓太保2》於1991年4月12日在美國上映。2015年4月21日，該片發行了藍光。

## 外部連結
- 互联网电影数据库（IMDb）上《流氓太保2》的资料（英文）